# David Michineau
David Michineau (nascido em 6 de junho de 1994) é um jogador francês de basquete profissional que atualmente joga pelo Hyères-Toulon, disputando a Liga Francesa de Basquetebol. Foi selecionado pelo New Orleans Pelicans na segunda rodada do draft da NBA em 2016.